# (5) Astrea
(5) Astrea es un asteroide perteneciente a la familia de Astrea en el cinturón de asteroides, descubierto por Karl Ludwig Hencke desde Driesen, Alemania, el 8 de diciembre de 1845. Está nombrado por Astrea, una diosa de la mitología griega.

## Características orbitales
Astrea orbita a una distancia media del Sol de 2,574 ua, pudiendo alejarse hasta 3,066 ua y acercarse hasta 2,082 ua. Su inclinación orbital es 5,369° y la excentricidad 0,1911. Emplea en completar una órbita alrededor del Sol 1508 días.

## Características físicas
Su superficie es altamente reflectante (brillante) y su composición es probablemente una mezcla de níquel-hierro con silicatos de magnesio y hierro.[cita requerida]